# Sollentunamässan

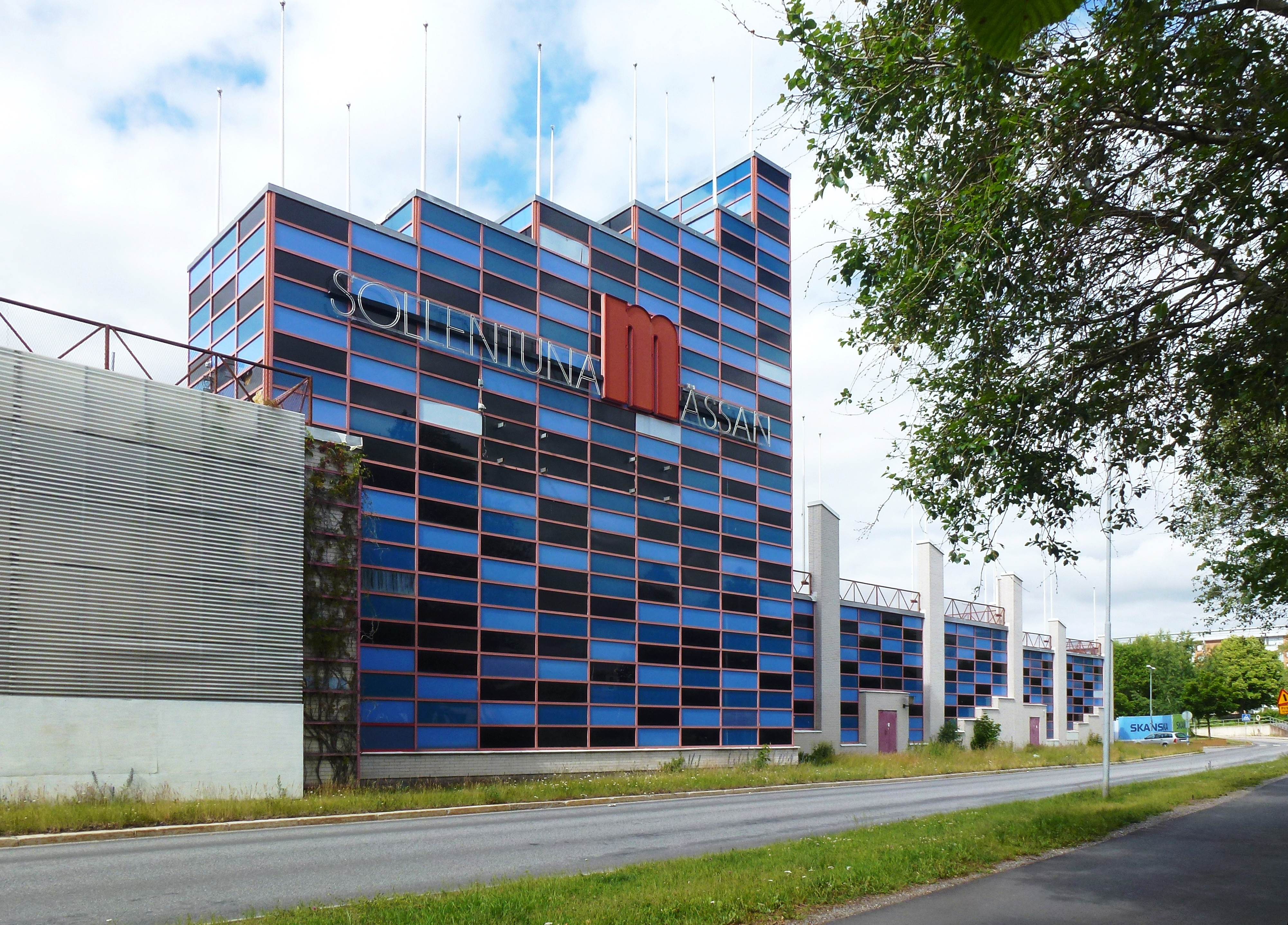
Sollentunamässans byggnad, fasad mot Turebergsleden i juni 2014.

Sollentunamässan (under kort tid även Sollentuna Expo Center) var ett evenemangs- och mässcentrum i Sollentuna kommun norr om Stockholm. Den första mässan där hölls 1973. Det var med en utställningsyta om drygt 17 000 m² den tredje största mässan i Sverige. Mässan är sedan 2008 nedlagd och dess byggnader tomma. Kistamässan har tagit över mässfunktionen. Byggnaden började rivas den 24 maj 2017 för att ge plats åt bostadshus.

## Historik

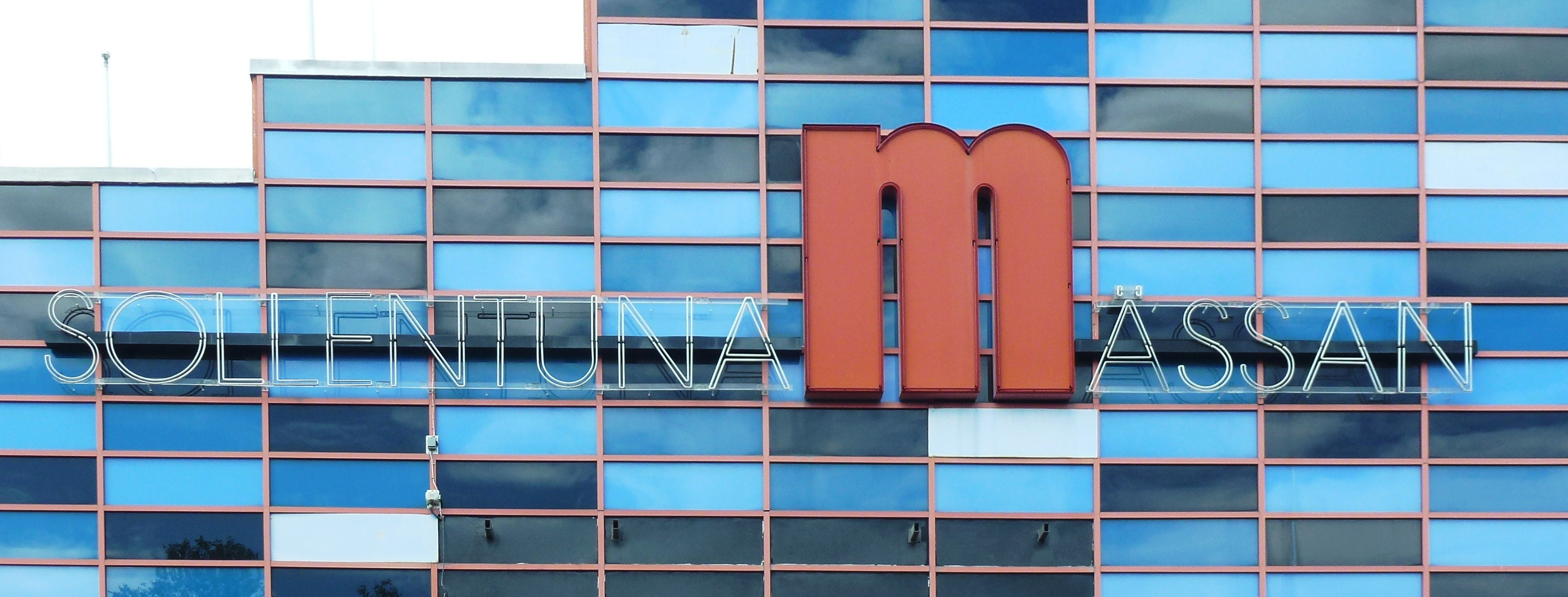
Sollentunamässan, skylt, 2014.

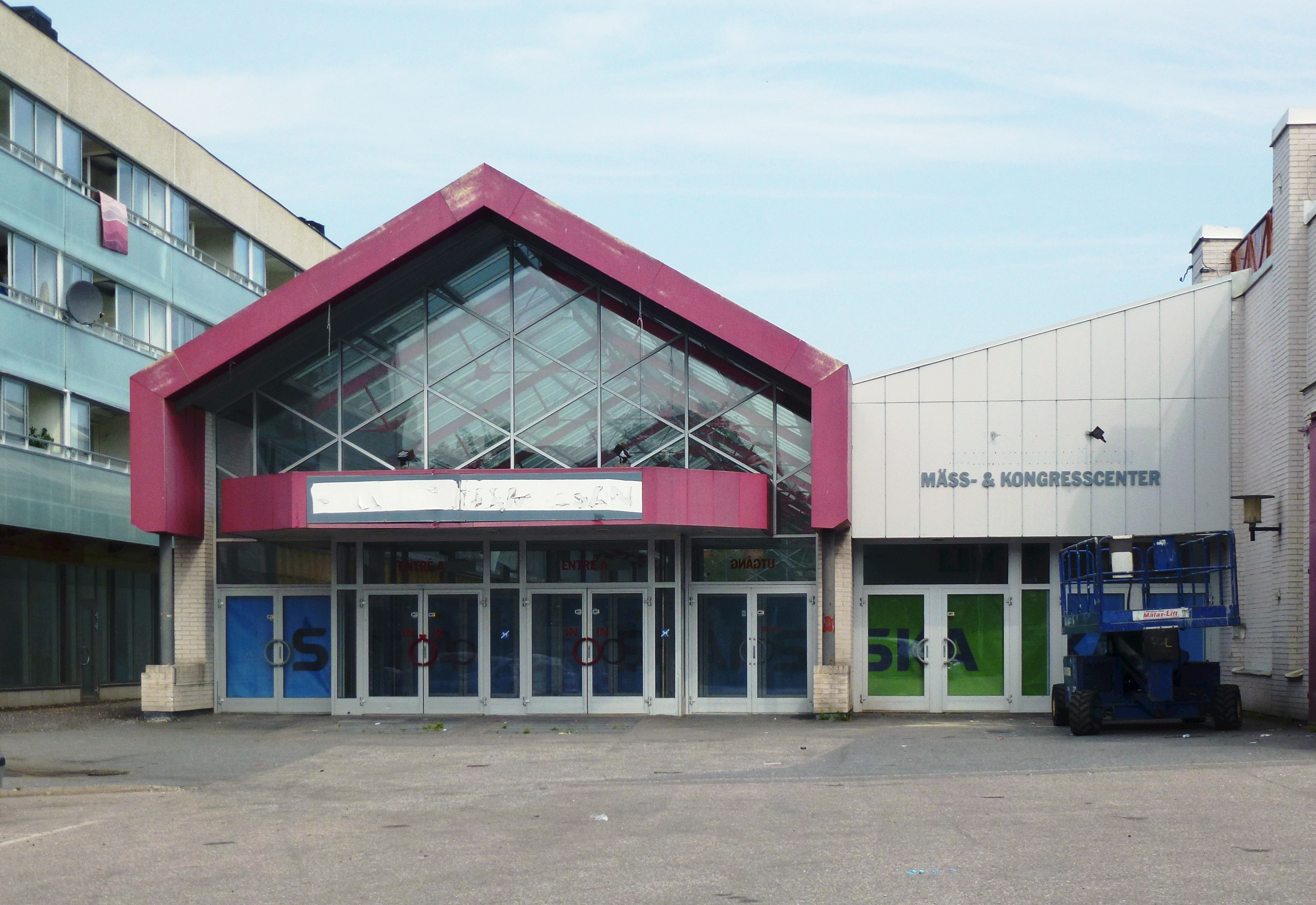
Sollentunamässans gamla huvudentré.

Sollentunamässan var ett familjeföretag som grundades av Gustaf Dahlén och som öppnade sina portar 1973. År 1986 överlät han Sollentunamässan till sonen Leif Dahlén och blev själv styrelsens ordförande fram till sin död 1991. År 1987 invigdes anläggningen med Hall II, som utökade mässytan med ytterligare 6 000 m². Den karakteristiska byggnaden med sina glasfasader i olika blåtoner blev ett välkänt inslag i Sollentunas stadsbild. Anläggningen ritades av arkitekt Erik Ahnborg. Mässverksamheten gick ekonomiskt ihop fram till år 2001.
Ägaren Leif Dahlén planerade för en omfattande utökning och utbyggnad av mässan; bland annat skulle ett 150 meter högt hus för kongressboende byggas. Med anledning av detta startade Dahlén ett nytt bolag, Hooc, med Skanska och Posten som huvudägare. Marknaden för mässor vände ned samtidigt som IT-bubblan sprack i slutet av 1990-talet. Fördubblade hyror bidrog bland annat till att mässverksamheten blev olönsam. På sommaren 2002 beslutade huvudägarna (Skanska och Posten) att sälja mässverksamheten till Stockholmsmässan. Efter en kortare stängning år 2003 öppnade mässan igen, nu under namnet Sollentuna Expo Center, men fick stängas för gott år 2008 när Kistamässan kom igång i september samma år. Kistamässan övertog hela mässportföljen från Sollentuna Expo Center.
Sollentunamässan hade cirka 90 anställda och omsatte 179 miljoner kronor som mest. Bland evenemangen blev den årligen återkommande mässan "Antik & Kuriosa" mycket populär bland besökarna. Andra tillställningar var Swesport, Konstmässan, Trädgårdsmässan, Hantverksmässan och Sportfiskemässan. Framtiden för mässbyggnaderna var oklar. Kommunen håller på att utarbeta en ny detaljplan för området, som skulle presenteras år 2016. 

## Bilder från sista mässan "Antik & Kuriosa"

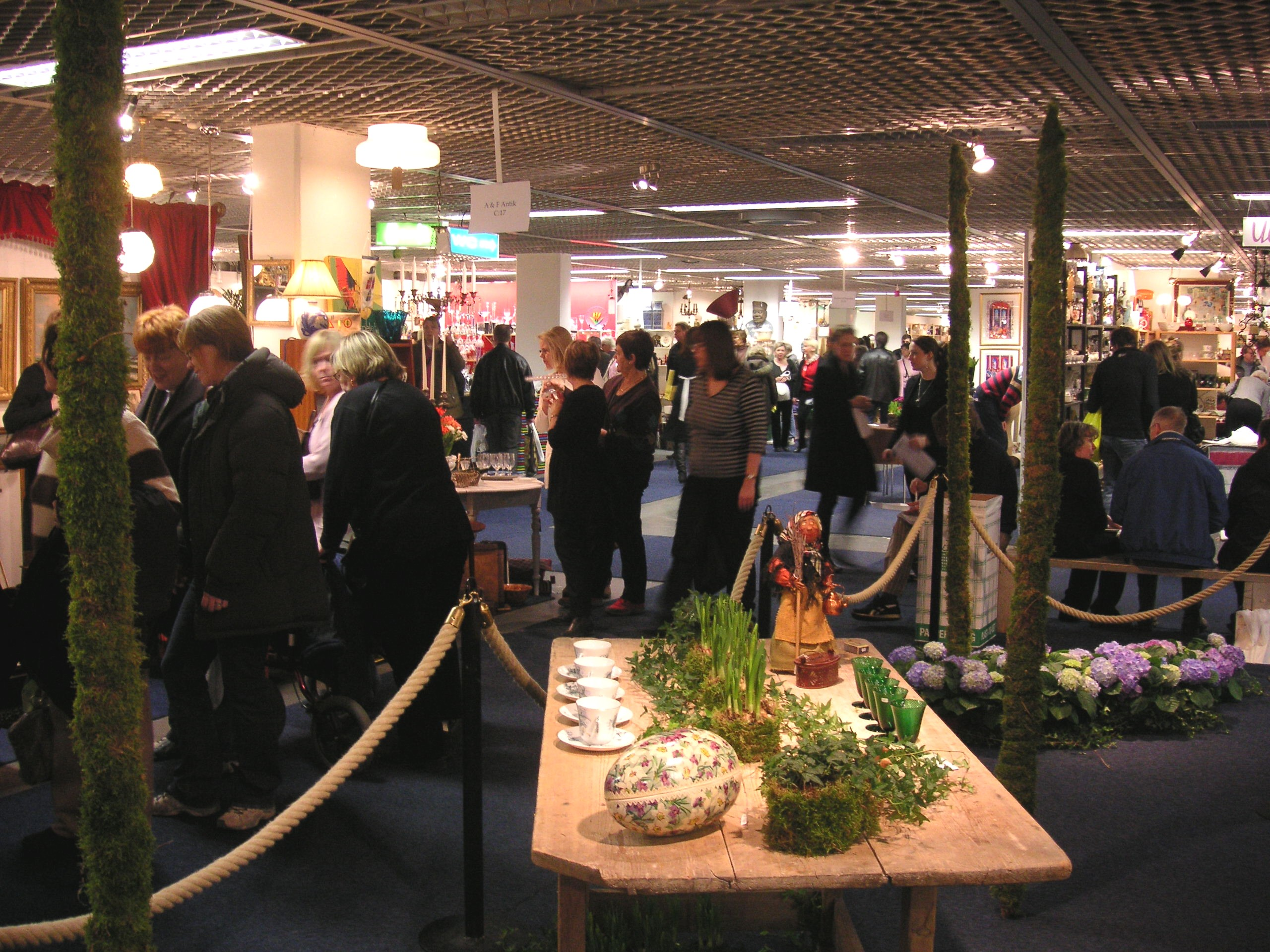
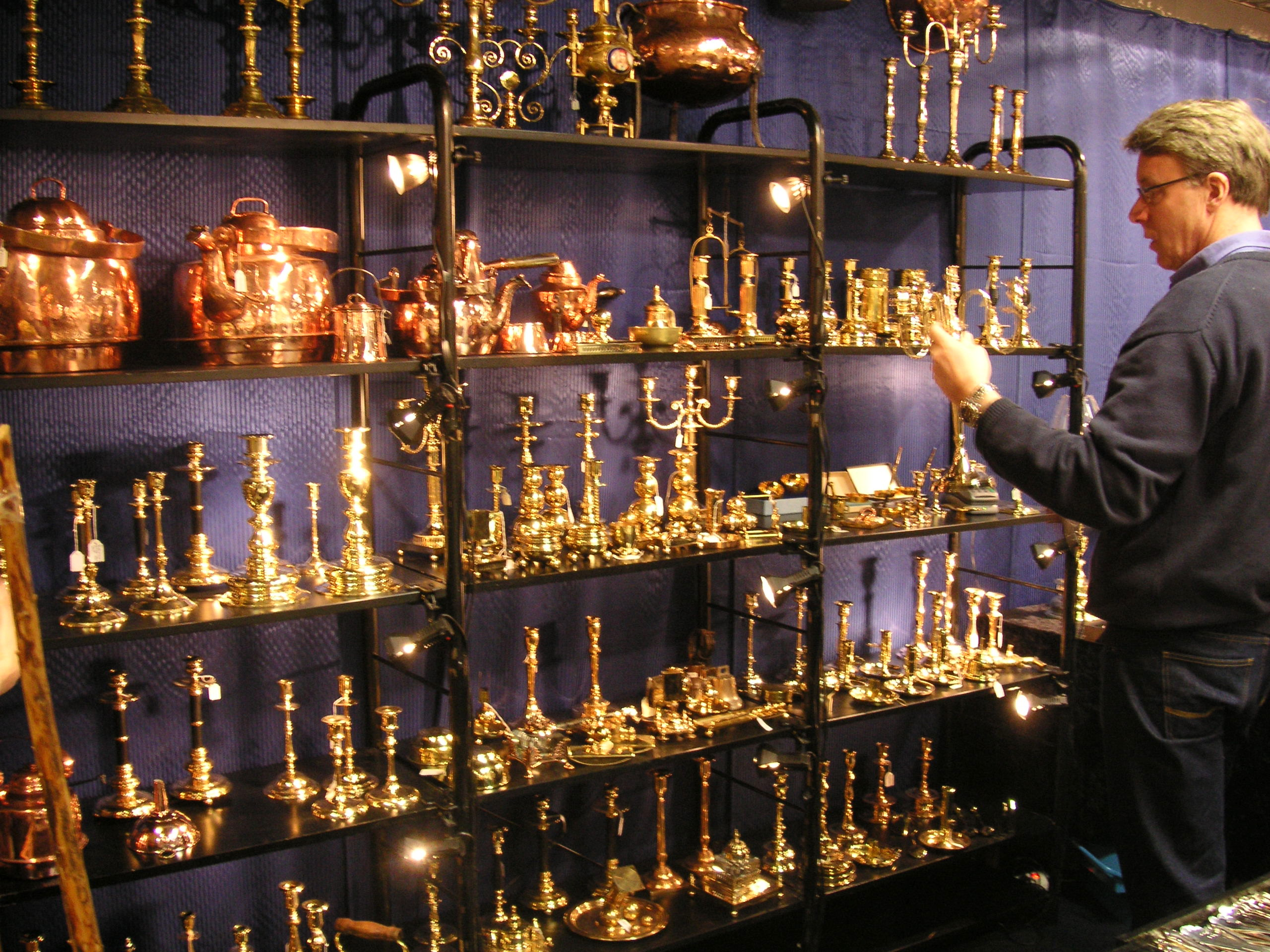
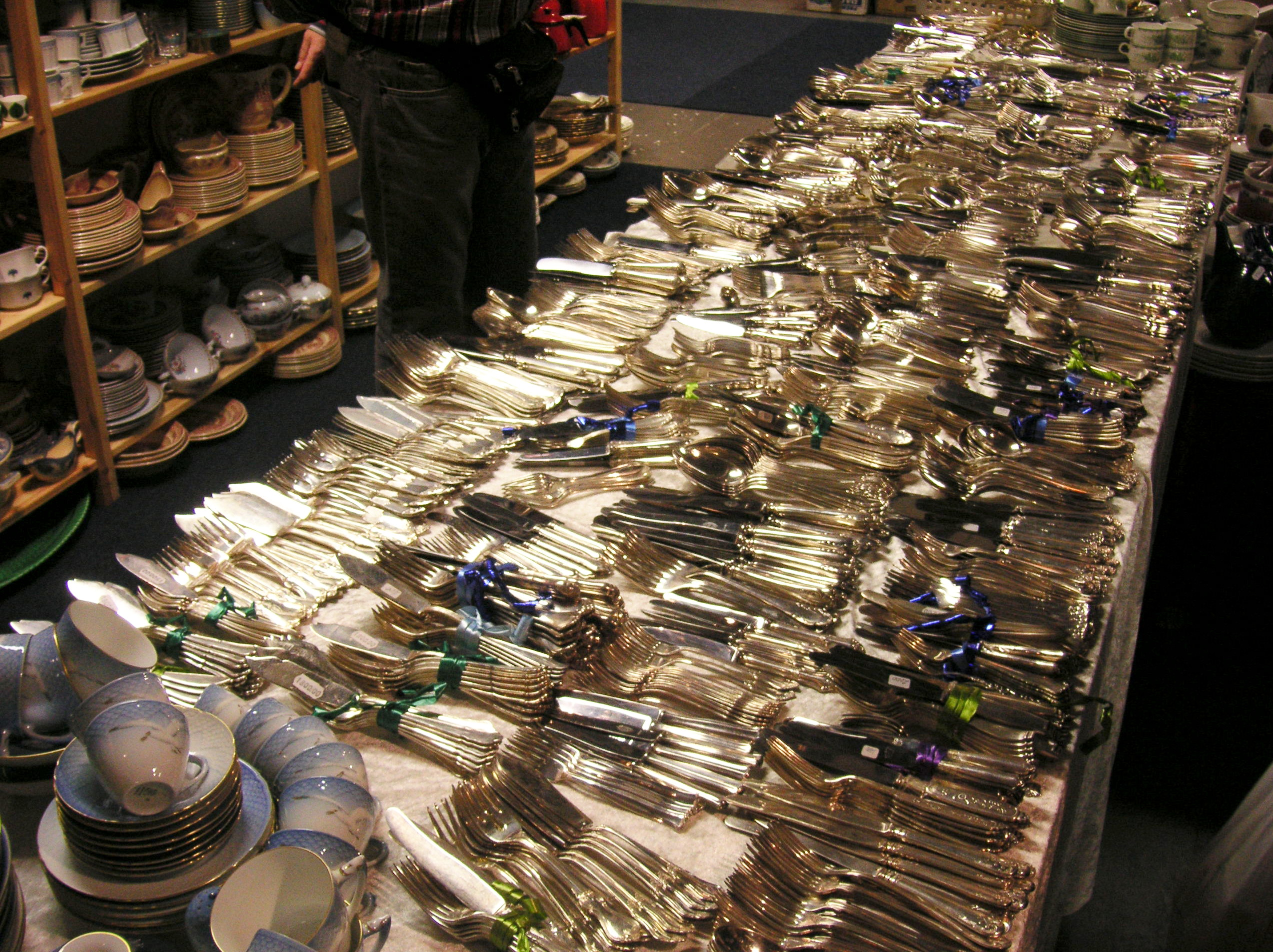
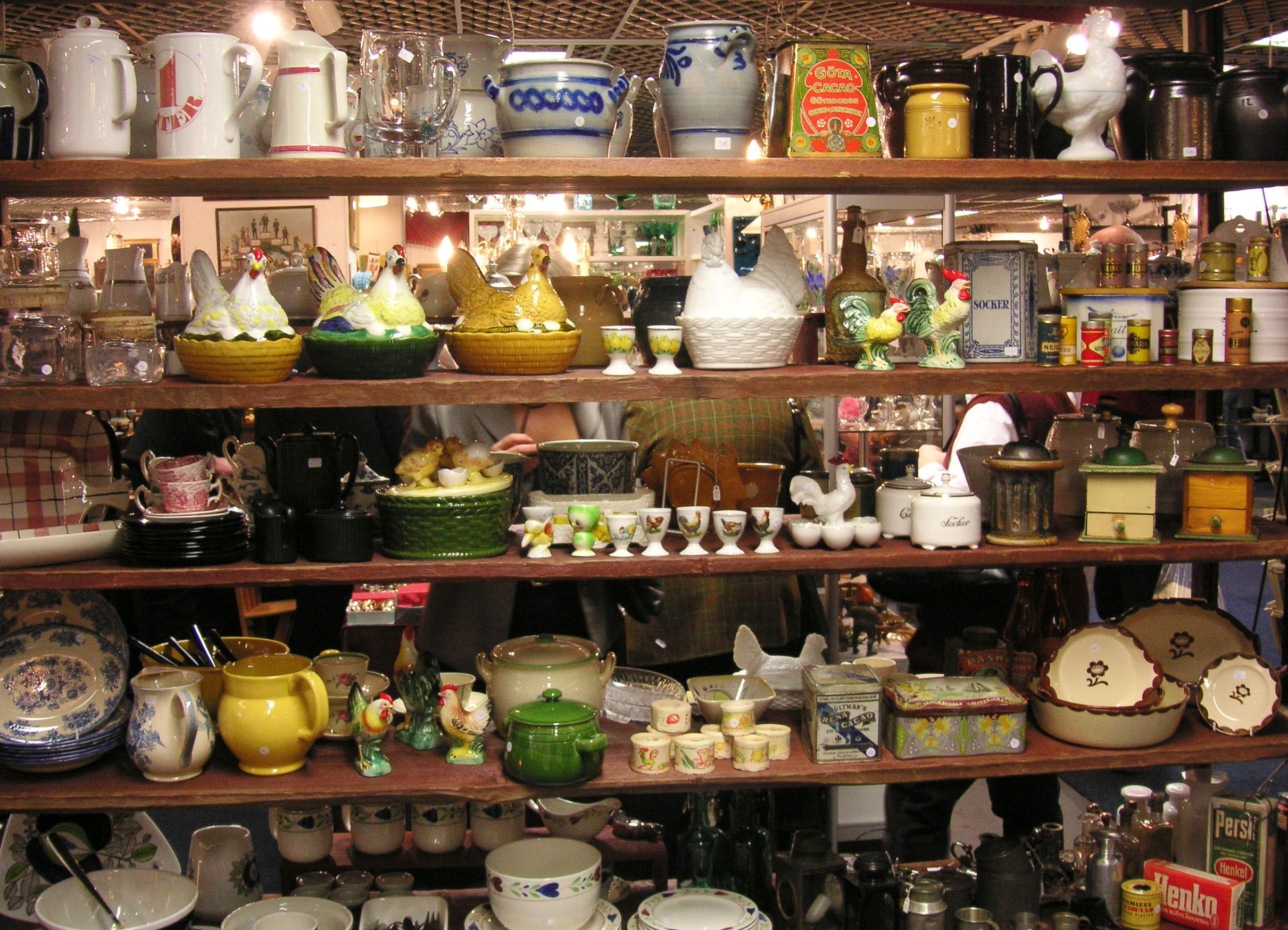